# Palokloan
Palokloan is een bestuurslaag in het regentschap Sumenep van de provincie Oost-Java, Indonesië. Palokloan telt 2112 inwoners (volkstelling 2010).